# 弾道電子放出顕微鏡
弾道電子放出顕微鏡（だんどうでんしほうしゅつけんびきょう、Ballistic Electron Emission Microscopy : BEEM）とは弾道電子により画像を得る走査型トンネル顕微鏡の一種。

## 概要
固体表面の構造、電子状態は測定手法の発展により理解が進んだが、表面直下の界面は非破壊で調べることの困難さから理解が進んでいなかったが、この状況を打開するためにW. J. Kaiser と LD. Beu により1988年に提案された。
BEEMは走査型トンネル顕微鏡 (STM)の探針からのトンネル電流は試料表面の金属層に到達するのでこのトンネル電流を測定することで通常のSTM像が取得できる。一方、金属層に到達した電子の一部は、金属層の膜厚が金属層における電子の平均自由行路長より少ない場合において、弾道的(ballistic)に金属層をすり抜けて下の半導体コレクター層に到達する。
V≧φの場合、IcはVに対して以下の式が成り立つ。
{\displaystyle I_{c}\varpropto (V-\phi )^{2}}
電流:{\displaystyle I_{c}}、金属-半導体間の仕事関数:{\displaystyle \phi }、探針-金属間のトンネルバイアス電圧:{\displaystyle V}
IcのV依存性の実験値と上式のフィティング曲線から、φの値を算出できる。試料の二次元平面上の各座標のIcの値を計測して上述のフィフティング曲線からφの値を算出することによりBEEM像がSTM像と同時に得られる。

## 用途
- 金属と半導体の界面でのショットキー障壁の測定およびその2次元分布測定
- 金属と半導体の界面でのポテンシャルバリアーの2次元分布測定